# Ann Tahincioğlu
Ann Tahincioğlu (nacida en 1956) es una corredora de autos turca. Fue la primera mujer piloto de carreras de autos de Turquía en competir en el Campeonato de Pista de Turquía en 1992. Su cónyuge, su hija y su hijo tuvieron también carreras en automovilismo.

## Carrera deportiva
Tahincioğlu comenzó su carrera como piloto de carreras en 1986 inspirada por su cónyuge, el piloto de carreras Mümtaz Tahincioğlu. En 1992 compitió en el Campeonato de Pista de Turquía (en turco: Türkiye Pist Şampiyonası), convirtiéndose en la primera mujer piloto de automovilismo del país.
En abril de 2005, acompañó a su cónyuge como copiloto en un Jaguar de 1951 en el «Hilton Istanbul Classic Cars Rally» corriendo sobre Sarıyer y Silivri en la provincia de Estambul. En 2005, se lanzó la «Volkswagen Polo Ladies' Cup Turkey» como la primera carrera automovilística exclusivamente femenina de Turquía, promovida por el fabricante de automóviles alemán. El lugar fue el recién inaugurado Circuito de Estambul como circuito del Gran Premio de Fórmula 1. Los autos de carrera fueron Volkswagen Mk4 Polo GT, importados especialmente para esta competencia de Alemania, con un motor TDI de 1.9 litros de 130 PD (96 kW) y una caja de cambios de seis velocidades. La competencia constaba de cinco etapas, cuatro de las cuales se llevaron a cabo en Turquía y una etapa se llevó a cabo en Lausitzring (Euro Speedway) en Klettwitz, Alemania. A la edad de 49 años, Tahincioğlu terminó en primer lugar la Volkswagen Polo Ladies' Cup Turkey 2005. En 2006, fue subcampeona en la misma competencia. También continuó compitiendo en la Volkswagen Polo Ladies' Cup Turkey en 2008.
En 2006, fue nombrada miembro del jurado para la selección de 25 pilotos de minikarting entre 100 niños.

## Vida personal
El cónyuge de Tahincioğlu, Mümtaz Tahincioğlu (nacido en 1952), es un expiloto de carreras y presidente durante mucho tiempo de la Federación Turca de Automovilismo (en turco: Türkiye Otomobil Sporları Federasyonu, TOSFED). Su hijo Jason Tahincioglu (nacido en 1983) es un piloto de carreras turco-británico. Su hija Raina Linden Tahincioglu (nacida en 1982), es corredora de karting desde hace mucho tiempo. Compitió con su madre en la Copa SEAT en 2005.